# 張縉 (正德進士)
張縉（1467年—？年），字元素，號鐵山，四川重庆府巴縣人，明朝政治人物。

## 生平
治《礼记》，由國子生中式弘治十一年（1498年）戊午科四川鄉試第九名舉人，正德三年（1508年）戊辰科會試第七十三名，第三甲第六十二名進士。四年二月选授福建道御史，八年巡按南直隶，十四年巡按江西，十六年正月升大理寺右寺丞。世宗即位，追论江西平朱宸濠功，十一月升右少卿，嘉靖元年（1522年）六月升左少卿，三年十月升右佥都御史、巡抚宣府，以持法为镇守太监王玳所奏，四年三月调巡抚延绥，七年八月以病乞休。

## 家族
曾祖张仁。祖父张政先。父张洪。母房氏。慈侍下，兄紀、綸、弟𬘩、張纁（贡士）、级、翊、績、绘、綺、綖、緒。